# 179A busz (Budapest)
A budapesti 179A jelzésű autóbusz Csepel, Szent Imre tér és a Közvágóhíd között közlekedett. A vonalat a Budapesti Közlekedési Zrt. üzemeltette.

## Története
1994. január 1-jén elindult a 79A busz, mely szombati napokon közlekedett és nem tért be a Szállító utcához. 1996. április 1-jétől az alapjárattal együtt a Bajáki Ferenc utcán át, Csepel HÉV-állomás érintésével közlekedett. 2008. február 16-án jelzése 179A-ra módosult, majd 2008. augusztus 16-án megszűnt.

## Útvonala
| Csepel, Szent Imre tér felé | Közvágóhíd felé |
| --- | --- |
| Közvágóhíd vá. – Kvassay Jenő út – Szabadkikötő út – Kossuth Lajos utca – Szent Imre tér – Tanácsház utca – II. Rákóczi Ferenc út – Karácsony Sándor utca – Bajáki Ferenc utca – Posztógyár utca – II. Rákóczi Ferenc út – Koltói Anna utca – Csepel, Szent Imre tér vá. | Csepel, Szent Imre tér vá. – Tanácsház utca – Kossuth Lajos utca – Szabadkikötő út – Kvassay Jenő út – Soroksári út – Összekötő út – Kvassay Jenő út – Közvágóhíd vá. |

## Megállóhelyei
| 0  | Csepel, Szent Imre tér végállomás       | 21 | 38A, 48, 51, 52, 59, 59A, 71, 138, 151, 152, 159 687, 688, 689, 690                                                     |
| ∫  | Koltói Anna utca                        | 21 | 38A, 51, 52, 71, 138, 152, 159                                                                                          |
| ∫  | Szent Imre tér                          | 20 | Csepeli HÉV 38A, 48, 51, 52, 59, 59A, 71, 138, 151, 152, 159 673, 674, 675, 676, 677, 679, 680, 687, 688, 689, 690, 699 |
| ∫  | Karácsony Sándor utca                   | 19 | Csepeli HÉV 38A, 52, 59A, 138, 151, 152, 159 673, 674, 675, 676, 677, 679, 680, 687, 688, 689, 690, 699                 |
| ∫  | Csepel, HÉV-állomás                     | 17 | Csepeli HÉV 38A, 138 673, 674, 675, 676, 677, 679, 680, 687, 688, 689, 690, 699                                         |
| ∫  | Csepeli Kórház                          | 15 | |
| ∫  | Bajáki Ferenc utca                      | 14 | |
| ∫  | Karácsony Sándor utca                   | 13 | Csepeli HÉV 38A, 52, 59A, 138, 151, 152, 159 673, 674, 675, 676, 677, 679, 680, 687, 688, 689, 690, 699                 |
| ∫  | II. Rákóczi Ferenc út                   | 12 | Csepeli HÉV 38A, 52, 59A, 138, 151, 152, 159                                                                            |
| ∫  | Csepel, Szent Imre tér                  | 11 | Csepeli HÉV 38A, 48, 51, 52, 59, 59A, 71, 138, 151, 152, 159 673, 674, 675, 676, 677, 679, 680, 687, 688, 689, 690, 699 |
| 1  | Szent Imre tér                          | ∫  | 38A, 48, 51, 52, 59, 59A, 71, 138, 151, 152, 159 687, 688, 689, 690                                                     |
| 2  | Ady Endre út (↓) Kossuth Lajos utca (↑) | 8  | 48, 51, 59, 151 |
| 4  | Corvin út (↓) Petróleum utca (↑)        | 6  | 59 |
| 5  | Szabadkikötő                            | 4  | Csepeli HÉV |
| 8  | Csepeli híd                             | 1  | |
| 9  | Helyi kikötő út                         | 1  | |
| 10 | Soroksári út                            | ∫  | Ráckevei HÉV |
| 11 | Közvágóhíd                              | ∫  | 23, 54, 55, 103 1, 2, 24                                                                                                |
| 13 | Közvágóhíd végállomás                   | 0  | Ráckevei HÉV |